# أمريكا غوت تالنت الموسم الرابع
تم عرض الموسم الرابع من أمريكا غوت تالنت في 23 يونيو 2009 واختتم في 16 سبتمبر 2009، كان المضيف لهذا الموسم نيك كانون. والحكام هم ديفيد هاسيلهوف، شارون أوزبورن، بيرس مورغان، الفائز بهذا الموسم كان كيفن سكينر.